# Brognaturo
Brognaturo é uma comuna italiana da região da Calábria, província de Vibo Valentia, com cerca de 766 habitantes. Estende-se por uma área de 24 km², tendo uma densidade populacional de 32 hab/km². Faz fronteira com Badolato (CZ), Cardinale (CZ), Guardavalle (CZ), San Sostene (CZ), Santa Caterina dello Ionio (CZ), Simbario, Spadola, Stilo (RC).

## Demografia
| Variação demográfica do município entre 1861 e 2011                               |
|                                                                                   |
| Fonte: Istituto Nazionale di Statistica (ISTAT) - Elaboração gráfica da Wikipedia |